# Топалу
Топалу (рум. Topalu) — село у повіті Констанца в Румунії. Адміністративний центр комуни Топалу.
Село розташоване на відстані 154 км на схід від Бухареста, 62 км на північний захід від Констанци, 98 км на південь від Галаца.

## Населення
За даними перепису населення 2002 року у селі проживали 1825 осіб. Рідною мовою 1822 особи (99,8%) назвали румунську.
Національний склад населення села:
| Національність   | Кількість осіб | Відсоток |
| ---------------- | -------------- | -------- |
| румуни           | 1817           | 99,6%    |
| росіяни-липовани | 6              | 0,3%     |